# 北関東・新潟地域連携軸推進協議会
北関東・新潟地域連携軸推進協議会（きたかんとう・にいがたちいきれんけいじくすいしんきょうぎかい）とは、北関東及び新潟県地域の国道網・鉄道網等の沿線上に位置する自治体の連携・交流を目的に設立された組織である。事務局は高崎市役所、会長は高崎市長。

## 構成団体
- 茨城県
  - 水戸市・茨城町・ひたちなか市
- 栃木県
  - 足利市・佐野市・栃木市・小山市
- 群馬県
  - 沼田市・渋川市・前橋市・高崎市・伊勢崎市・玉村町・みなかみ町
- 新潟県
  - 新潟市・加茂市・長岡市・柏崎市・湯沢町

概ね、次の国道網と鉄道網の沿線に位置する市町村で構成されている。
- 上越新幹線・信越本線・上越線・両毛線・水戸線
- 北陸自動車道・関越自動車道・北関東自動車道
- 国道8号・国道17号・国道50号